# Solduno
Solduno (in dialetto ticinese Soldün) è un quartiere del comune svizzero di Locarno, nel Canton Ticino (distretto di Locarno).

## Storia
La necropoli di Solduno (Donati, 1979; Costa 2005) è molto importante dal punto di vista scientifico (cultura di La Tène) e consente di ricostruire gli usi e i costumi delle popolazioni che si sono insediate nel territorio durante l'età del ferro, l'epoca romana e la tarda antichità. Il Museo archeologico allestito al Castello Visconteo di Locarno presenta in esposizione permanente molti oggetti provenienti dalla necropoli di Solduno in particolare di vetri romani..

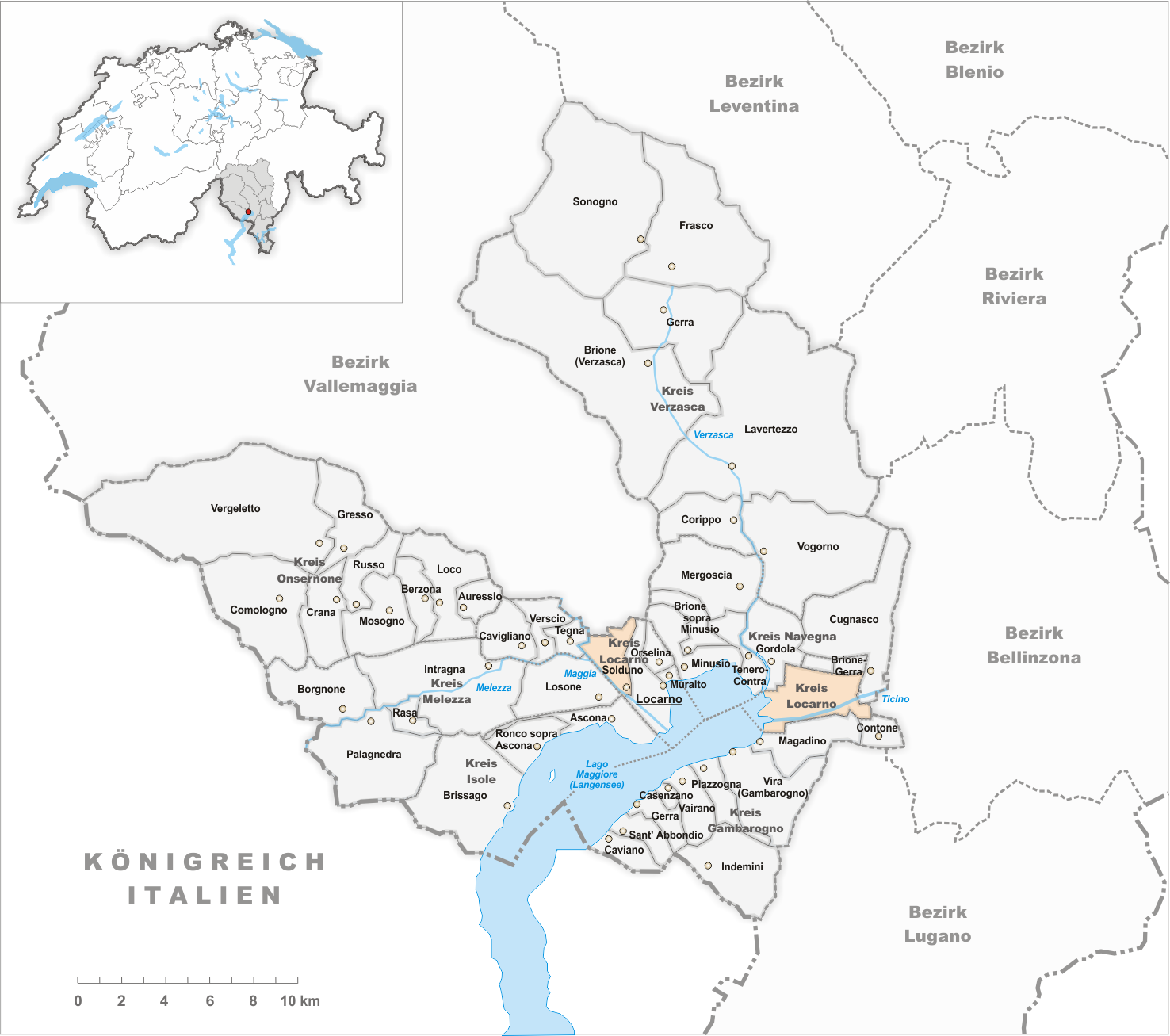
Il territorio del comune di Solduno prima degli accorpamenti comunali del 1928

Solduno fu parte della Magnifica Comunità di Locarno quale vicinanza, attestata dal 1316. Comune autonomo dal 1803, nel 1928 è stato accorpato al comune di Locarno. Dopo la fusione Solduno è stato prima frazione, quindi quartiere.

## Monumenti e luoghi d'interesse

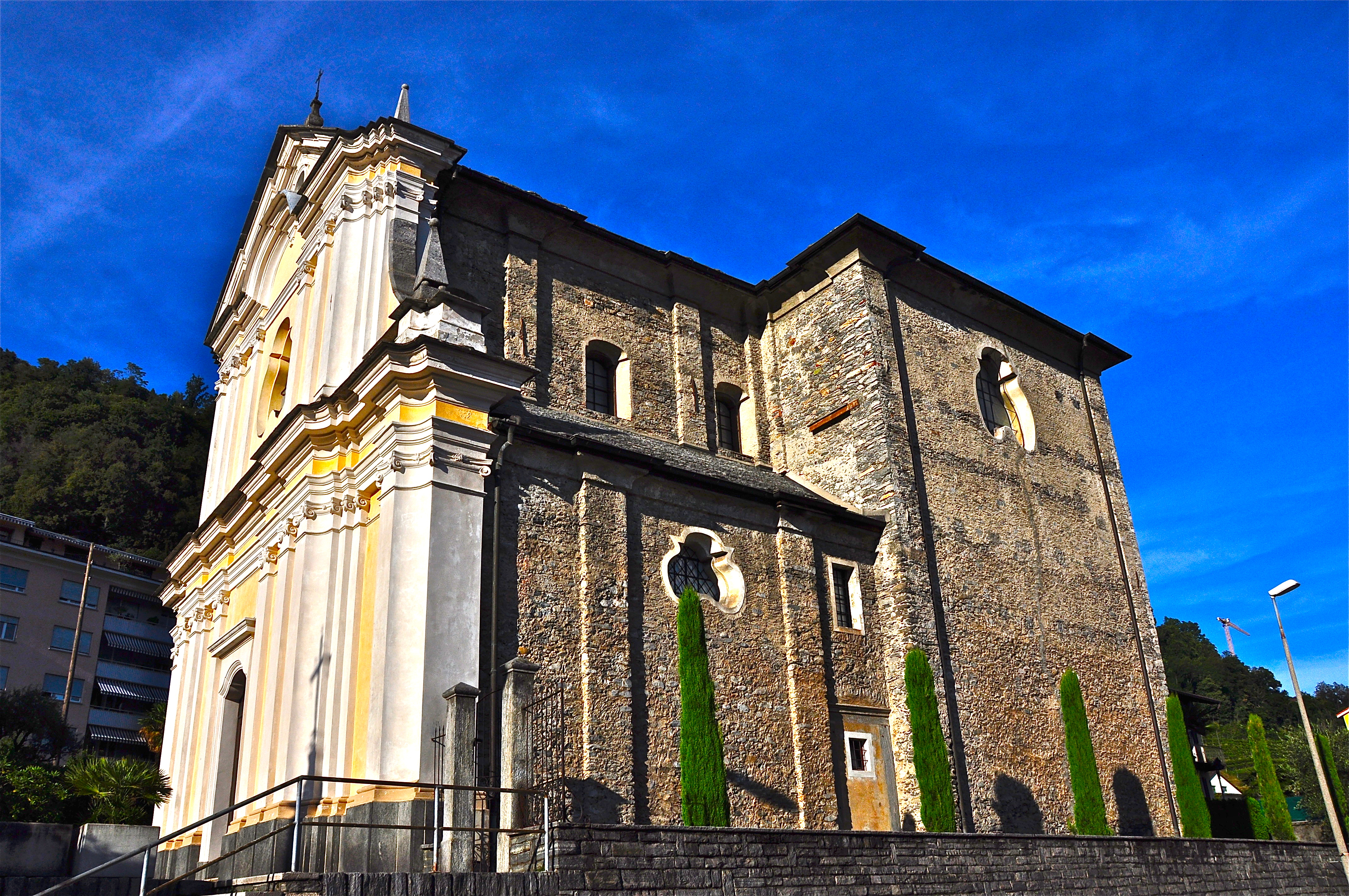
La chiesa di San Giovanni Battista

- Chiesa di San Giovanni Battista, consacrata nel 1385[2] e modificata nel 1582, nel 1626, nel 1636[senza fonte] e nel 1778-1789[2]; ospita uno fra i più antichi organi del Canton Ticino (Lanini, 1986).[senza fonte];
- Torchio del "rià in dent", antico strumento di foggia piemontese, probabilmente del XVII secolo, più volte restaurato ma tramandato così come si presentava in origine; l'edificio che lo ospita, di proprietà del locale patriziato, accoglie un'esposizione su pannelli di documenti fotografici e d'archivio di storia locale organicamente presentati sulla linea del tempo (Mallè e Mainardi 2002).[senza fonte].

## Società

### Evoluzione demografica
L'evoluzione demografica è riportata nella seguente tabella:
Abitanti censiti

## Amministrazione

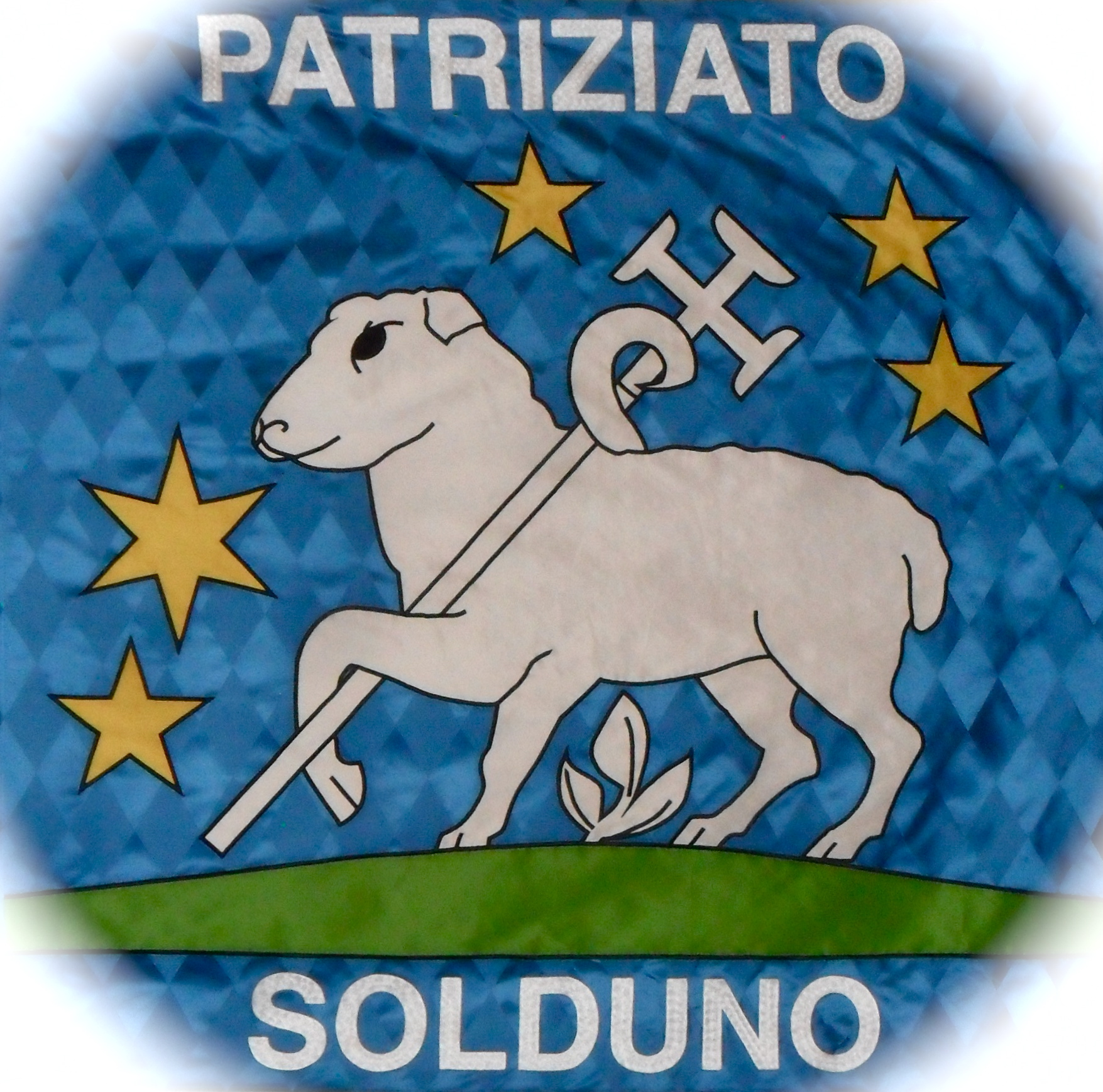
Lo stemma del patriziato di Solduno

Ogni famiglia originaria del luogo fa parte del cosiddetto comune patriziale e ha la responsabilità della manutenzione di ogni bene ricadente all'interno dei confini della frazione; è proprietario e curatore dell'archivio patriziale, una preziosa fonte per la storiografia del Locarnese. Il patriziato di Solduno e la corporazione borghese di Locarno costituiscono assieme un ulteriore patriziato per la gestione congiunta di beni promiscui.